# Montoyas y tarantos
Montoyas y tarantos é um filme de drama espanhol de 1989 dirigido por Vicente Escrivá. 
Foi selecionado como representante da Espanha à edição do Oscar 1990, organizada pela Academia de Artes e Ciências Cinematográficas.

## Elenco
- Cristina Hoyos - María la Taranto
- Sancho Gracia - Antonio Montoya
- Juan Paredes - Manuel Taranto
- Esperanza Campuzano - Ana Montoya
- Juan Antonio Jiménez - Mercucho
- José Sancho - Teo el Picao
- Mercedes Sampietro - Soledad
- Queta Claver - Ama